# Нацца
Нацца (нем. Nazza) — община в Германии, в земле Тюрингия. 
Входит в состав района Вартбург. Подчиняется управлению Мила.  Население составляет 590 человек (на 31 декабря 2010 года). Занимает площадь 12,71 км².